# 岡村忠生
岡村 忠生（おかむら ただお、1957年（昭和32年） - ）は、日本の法学者。専門は租税法。学位は、修士（法学）（京都大学）。京都大学名誉教授。政府税制調査会委員、日本学術会議連携会員、日税研究賞審査委員を務める。大阪府出身。

## 経歴
- 大阪府立北野高等学校卒業
- 1982年 京都大学法学部卒業
- 1987年 京都大学大学院法学研究科博士後期課程単位取得退学

博士課程修了後、京都大学法学部の助教授となり、2年間のカリフォルニア大学バークレー校への留学を経て、1996年より現職。

## 恩師
清永敬次に師事。岡村の在学当時、清永税法ゼミの学生は岡村一人であった。

## 著書

### 単著
- 『法人税法講義』成文堂〈法学叢書 5〉、2004年12月。ISBN 9784792303815。
  - 『法人税法講義』（第2版）成文堂〈法学叢書 5〉、2006年10月。ISBN 9784792304096。
  - 『法人税法講義』（第3版）成文堂〈法学叢書 5〉、2007年11月。ISBN 9784792304300。
- 『新しい法人税法』有斐閣〈京都大学大学院法学研究科COE研究叢書〉、2007年8月。ISBN 9784641130265。
- 『租税回避研究の展開と課題』ミネルヴァ書房、2015年9月。ISBN 9784623073269。

### 共編著
- 芝池, 義一、田中, 治、岡村, 忠生共編 編『租税行政と権利保護』ミネルヴァ書房、1995年12月。ISBN 9784623025893。
- 佐藤英明編著、増井良啓、岡村忠生、渡辺徹也、谷口勢津夫共著『租税法演習ノート 租税法を楽しむ21問』弘文堂、2005年10月。ISBN 9784335353543。
  - 佐藤英明編著、増井良啓、岡村忠生、渡辺徹也、谷口勢津夫共著『租税法演習ノート 租税法を楽しむ21問』（補正版）弘文堂、2006年9月。
  - 佐藤英明編著、増井良啓、岡村忠生、渡辺徹也、谷口勢津夫共著『租税法演習ノート 租税法を楽しむ21問』（第2版）弘文堂、2008年3月。ISBN 9784335354199。
  - 佐藤英明編著、増井良啓、岡村忠生、渡辺徹也、谷口勢津夫共著『租税法演習ノート 租税法を楽しむ21問』（第3版）弘文堂、2013年3月。ISBN 9784335355479。
- 岡村忠生、渡辺徹也、高橋祐介『ベーシック税法』有斐閣〈有斐閣アルマ〉、2006年4月。ISBN 9784641122888。
  - 岡村忠生、渡辺徹也、高橋祐介『ベーシック税法』（第2版）有斐閣〈有斐閣アルマ〉、2007年4月。ISBN 9784641123182。
  - 岡村忠生、渡辺徹也、高橋祐介『ベーシック税法』（第3版）有斐閣〈有斐閣アルマ〉、2008年4月。ISBN 9784641123526。
  - 岡村忠生、渡辺徹也、高橋祐介『ベーシック税法』（第4版）有斐閣〈有斐閣アルマ〉、2009年4月。ISBN 9784641123809。
  - 岡村忠生、渡辺徹也、高橋祐介『ベーシック税法』（第5版）有斐閣〈有斐閣アルマ〉、2010年5月。ISBN 9784641124172。
  - 岡村忠生、渡辺徹也、高橋祐介『ベーシック税法』（第6版）有斐閣〈有斐閣アルマ〉、2011年4月。ISBN 9784641124424。
  - 岡村忠生、渡辺徹也、高橋祐介『ベーシック税法』（第7版）有斐閣〈有斐閣アルマ〉、2013年4月。ISBN 9784641124899。
- 中里, 実、米田, 隆、岡村, 忠生編集代表 編『家族・社会』金子宏監修、日本評論社〈現代租税法講座 第1巻〉、2017年6月。ISBN 9784535065079。
- 中里実・米田隆・岡村忠生編集代表 編『理論・歴史』金子宏監修、日本評論社〈現代租税法講座 第2巻〉、2017年6月。ISBN 9784535065086。
- 中里実・米田隆・岡村忠生編集代表 編『企業・市場』金子宏監修、日本評論社〈現代租税法講座 第3巻〉、2017年6月。ISBN 9784535065093。
- 中里実・米田隆・岡村忠生編集代表 編『国際課税』金子宏監修、日本評論社〈現代租税法講座 第4巻〉、2017年8月。ISBN 9784535065109。
- 岡村忠生、酒井貴子、田中晶国『租税法』有斐閣〈有斐閣アルマ〉、2017年10月。ISBN 9784641220942。
  - 岡村忠生、酒井貴子、田中晶国『租税法』（第2版）有斐閣〈有斐閣アルマ〉、2020年3月。ISBN 9784641221529。